# تاريخ دستور الولايات المتحدة
مازال دستور الولايات المتحدة يمثل السلطة العُليا للولايات المتحدة منذ دخولهِ حيز التنفيذ سنة 1789. وقد كُتبت الوثيقة في اجتماع فيلادلفيا عام 1787 وحظيت بالتصديق عبر سلسلة من مؤتمرات الولاية التي عُقدت في عامي 1787 و1788. منذ عام 1789، عُدل الدستور 27 مرة، تضمنت التعديلات على وجه الخصوص التعديلات العشرة وثيقة حقوق الولايات المتحدة وتعديلات إعادة الإعمار الثلاثة.
نشأ الدستور من الجهود المبذولة لإصلاح وثائق الكونفدرالية، وهو دستور ثابت ينص على تحالف حُر بين الولايات إلى جانب حكومة مركزية محدودة السُلطة. ومن أيار حتى أيلول 1787، اجتمعت وفود 12 ولاية من 13 ولاية في فيلادلفيا، حيث كتبوا دستورًا جديدًا. وقد برزت خطتان بديلتان في الاتفاقية. وطرحت الأغلبية الوطنية، التي أُطلق عليها لاحقًا «بالفيدراليين»، خطة فرجينيا، وهي حكومة مدمجة قائمة على التمثيل النسبي بين الولايات وفقًا لعدد السكان. أيد «الوطنيون القدامى»، الذين سموا لاحقًا «المناهضون الفدراليون»، خطة نيوجيرسي، وهي مقترح فدرالي بحت يقوم على منح تمثيل متساوٍ لكل ولاية. وسمحت تسوية كونيتيكت لكِلا الخطتين بالعمل معًا. وبرزت خلافات أخرى بخصوص الرق ومشروع قانون الحقوق في الوثيقة الأصلية.
قُدمت مسودة الدستور إلى كونغرس الاتحاد في أيلول من عام 1787، إذ وافق في الشهر ذاته على إحالة مسودة الدستور مثلما صُيغ إلى الولايات التي بدورها تعقد مؤتمر مصادقات كل منها على حِدى. قدمت الفيديراليست، التي نُشرت أثناء مناقشة الولايات للقبول، خلفية وتبريرًا للدستور. وافقت بعض الولايات على قبول الدستور فقط إذا ما أنفذت الحكومة الجديدة التعديلات التي كان يُفترض أن تصير وثيقة الحقوق مباشرة. في سبتمبر 1788، شهد كونغرس الكونفدرالية أن إحدى عشرة ولاية قد وافقت على الدستور الجديد، وأعطى أوامرًا ببدء الانتخابات. بدأت الحكومة الجديدة في الرابع من مارس 1789، وجُمعت في مدينة نيويورك، وحلت الحكومة المصرح بها وفق وثائق الكونفدرالية نفسها.
في عام 1791، وافقت الولايات على وثيقة الحقوق، التي رسّخت تدابير الحماية لمختلِف الحريات المدنية. سرت وثيقة الحقوق في البدء على الحكومة الفدرالية، لكن عقب عملية إدماج صارت معظم تدابير الحماية لقانون الحريات تنطبق على حكومات الدولة. تناولت تعديلات إضافية على الدستور العلاقات الفدرالية، وإجراءات الانتخابات، ومدة المنصب، وتوسيع هيئة الناخبين، وتمويل الحكومة الفدرالية، واستهلاك الكحول، ورواتب الكونغرس. بين عامي 1865 و1870، وافقت الولايات على تعديلات التجديد، التي أنهت العبودية، وضمنت حماية قانونية متكافئة، ونفذت تدابير حظرٍ على تقييد حقوق الناخبين. تُفسر المراجعة القضائية في المحاكم الفدرالية معنى الدستور. النسخ البرشمانية الأصلية معروضة في مبنى الأرشيف الوطني.

## خلفية: الثورة وبداية الحكم

### إعلان الاستقلال
في الرابع من يونيو 1776، طُرح قرار في الكونغرس القاري الثاني يُعلن حّل الاتحاد مع بريطانيا العظمى، مقترحًا تشكيل تحالفات أجنبية، وكتابة مسودة خطة تحالف ليجري تقديمها إلى الولايات المعنية. أُعلن الاستقلال في الرابع من يوليو 1776، وأُجل إعداد خطة التحالف. على الرغم من أن الإعلان كان بيانًا للمبادئ، لم ينشئ حكومة أو حتى إطار عمل لكيفية تطبيق السياسة. كانت وثائق الكونفدرالية هي التي قدمت البنية الضرورية للأمة الجديدة خلال الثورة الأمريكية وبعدها. مع ذلك، فقد أدلى الإعلان بأفكار الحقوق الطبيعية والعقد الاجتماعي التي كان من شأنها المساهمة في تشكيل الحكومة الدستورية.
تُدعى حقبة إعلان الاستقلال أحيانًا بفترة «الكونغرس القاري». قدّر جون آدامز تقدير شهيرًا أن ما يبلغ ثلث هؤلاء المقيمين في المستعمرات الثلاث عشرة الأصلية كانوا وطنيين. يصف باحثون مثل غوردون وود كيف انغمس الأمريكيون في الحماسة الثورية وإثارة إنشاء حكومات ومجتمعات وأمة جديدة على وجه الأرض عن طريق الاختيار العقلاني مثلما صرح توماس بين في منشور الفطرة السليمة.
كان مفترضًا أن تكتسح الحكومة الجمهورية والحرية الشخصية «للشعب» قارات العالم الجديد وتسود إلى الأبد، هدية للأجيال القادمة. استُلهمت هذه الأهداف من فلسفة التنوير. انتهز مناصرو هذه الغاية الفلسفة السياسية اليمينية الإنجليزية كما وصفها المؤرخ فوريست ماكدونالد باعتبارها تبريرًا لمعظم تغييراتهم على المواثيق والتقاليد الاستعمارية المتلقاة. كانت متجذرة في معارضة الملكية التي رأوها فاسدة ومُفسدة «للمصالح الدائمة للشعب».
بالنسبة لهؤلاء الأنصار، كان التصويت هو الدفاع الدائم الوحيد عن الناس. خُفضت الفترات المنتخبة للهيئة التشريعية إلى سنة واحدة، وسنة واحدة من دون إعادة انتخاب لحاكم فيرجينيا. خُفضت متطلبات الملكية الخاصة بحق التصويت للرجال إلى ضرائب على أدواتهم في بعض الولايات. صار بإمكان السود الأحرار في نيويورك التصويت إذا ما امتلكوا ممتلكات كافية. كانت نيوهامبشير تفكر في إلغاء كل متطلبات الصويت للرجال إلا الإقامة والديانة. سمحت نيوجيرسي للنساء بالتصويت. في بعض الولايات، صار أعضاء مجلس الشيوخ يُنتخبون من قبل نفس هيئة الناخبين الكبرى لمجلس النواب، وحتى القضاة صاروا يُنتخبون لمدة عام واحد.
سُمي هؤلاء «اليمينيون الراديكاليون» بالناس الذين «في الخارج». لم يشكّوا بأن السلطة الملكية فقط غير جمهورية، بل بأن أي مجموعة صغيرة متحفظة كذلك. تجمعت حشود من الرجال والنساء على سلالم المحاكم الريفية خلال أيام محكمة السوق والميليشيا. تمرّد شايز (1786 -1787) من الأمثلة الشهيرة. بدأت أعمال الشغب المدنية عبر الاحتشادات في الخارج على درجات مسؤول حكومي مُستبدّ بوجود متحدثين مثل أعضاء أبناء الحرية الذين تحدثوا بإسهاب في «اللجان الشعبية» حتى قُرر تصرف ما، وضم ذلك تعليق دميته خارج نافذة غرفة نوم، أو نهب وحرق منزل الطاغية المُسيء.

### الكونغرسان القاريان الأول والثاني
اجتمع الكونغرس القاري الأول من 5 سبتمبر إلى 26 أكتوبر من عام 1774. اتفق على أن الولايات يجب أن تفرض مقاطعة اقتصادية على التجارة البريطانية، وقدم عريضة للملك جورج الثالث، للمطالبة بإنصاف شكاويهم وإلغاء القوانين التي لا تُطاق.
عُقد الكونغرس القاري الثاني في 10 مايو 1775، وشغل وظيفة حكومة وطنية بحكم الأمر الواقع عند اندلاع الحرب الثورية. بدءًا من عام 1777، جعلت السلطات الأساسية التي اتخذها الكونغرس «رابطة الولايات متماسكة وقوية مثل أي نمط مشابه من التحالفات الجمهورية في التاريخ». أنشأت العملية الولايات المتحدة «من قبل الشعب جمعًا، لا من قبل الولايات المستقلة»، لأن أربع ولايات فقط كانت تحوز دساتيرًا في وقت إعلان الاستقلال في عام 1776، وثلاثة منها كانت مؤقتة.

## المصادقة على الدستور
قيّم روفوس كينغ من ولاية ماساتشوستس المعاهدة الدستورية على أنها وليدة الولايات، ومستقلة عن كونغرس الاتحاد، وتقدم اقتراحها إلى ذلك الكونغرس فقط لإرضاء الهيئات. فشلت جميع التعديلات التي نوقشت لتطبيقها على الدستور. قرر الكونغرس الاتحادي «بالإجماع» إحالة الدستور إلى الهيئات التشريعية للولايات في 28 سبتمبر عام 1787 لتقديمه إلى معاهدة التصديق وفقًا للإجراء الدستوري. زادت عدة دول من الأعداد المؤهلة فقط لانتخاب مندوبي التصديق، وتجاوزوا بذلك أحكام الدستور الخاصة بأكبر عدد من الناخبين للهيئة التشريعية للولاية.
أصبحت ولاية ديلاوير في 7 ديسمبر عام 1787 أول ولاية تصدق على الدستور الجديد بعد تصويتها بالإجماع. صدقت بنسلفانيا في 12 ديسمبر عام 1787، بتصويت 46 مقابل 23 (66.67%). صدقت نيوجيرسي في 19 ديسمبر عام 1787، وجورجيا في 2 يناير عام 1788، وكان كلاهما بالإجماع. استوفت تسع ولايات شرط التصديق، الذي حددته المادة السابعة من الدستور، عندما صوتت نيو هامبشاير للتصديق في 21 يونيو عام 1788.
تمكنت الأقليات الفيدرالية في كل من فرجينيا ونيويورك بعد قيادة ماساتشوستس من الحصول على تصديق في المعاهدة، وذلك من خلال ربط التصديق بالتعديلات الموصى بها. استمرت أقلية من منتقدي الدستور في معارضة الدستور. جادل لوثر مارتن من ولاية ماريلاند بأن المعاهدة الفيدرالية قد تجاوزت سلطتها، واستمر في المطالبة بتعديل المواد. نصت المادة 13 من مواد الاتحاد على أن الاتحاد الذي تأسس بموجب المواد كان «دائمًا»؛ وأن أي تعديل يجب «الموافقة عليه في كونغرس الولايات المتحدة، وتأكيد الهيئات التشريعية في كل ولاية عليه بعد ذلك».
جعل الإجماع المطلوب بموجب المواد كل محاولات الإصلاح مستحيلة. تخلى حلفاء مارتن، مثل جون لانسينغ جونيور من نيويورك، عن تحركاتهم لعرقلة عملية المعاهدة. بدأوا في الاستثناء من الدستور «كما هو»، وطالبوا بتعديله. شهدت عدة معاهدات تحول مؤيدي «التعديلات السابقة» إلى تأييد «التعديلات اللاحقة» من أجل البقاء في الاتحاد. أُرسِلت رسالة نيويورك المناهضة «الرسالة المعممة» إلى كل هيئة تشريعية في الولايات في 26 يوليو عام 1788 (وهو نفس التاريخ الذي صوتت فيه الهيئة التشريعية للولاية للتصديق على الدستور)؛ واقترحت عقد معاهدة دستورية ثانية من أجل «التعديلات السابقة». فشلت الرسالة في الهيئات التشريعية للولايات. انتظرت نورث كارولينا ورود آيلاند فقط التعديلات من الكونغرس قبل التصديق.
نصت المادة السابعة من الدستور المقترح على أن تسع ولايات فقط من أصل ثلاث عشرة ولاية يجب أن تصدق حتى تدخل الحكومة الجديدة حيز التنفيذ بالنسبة للولايات المشاركة. صدقت إحدى عشرة ولاية على الدستور بحلول نهاية يوليو 1788، وبدأت عملية تنظيم الحكومة الجديدة بعد ذلك بوقت قصير. صدق كونغرس الاتحاد في 13 سبتمبر عام 1788 على أن الدستور الجديد قد صُدِّق عليه من قبل ولايات أكثر من الولايات الكافية حتى يدخل حيز التنفيذ. حدد الكونغرس مدينة نيويورك كمقر مؤقت للحكومة الجديدة، وحدد مواعيد انتخاب النواب والناخبين الرئاسيين. حدد أيضًا موعد بدء العمليات في ظل الحكومة الجديدة. حدث هذا في 4 مارس عام 1789 عندما انعقد المؤتمر الأول.
كانت عضوية الكونغرس الجديد فيدرالية بالتأكيد. كان مجلس الشيوخ المقاطعة 20 فيدراليًا في الولاية الإحدى عشرة (باستثناء ولاية كارولينا الشمالية ورود آيلاند)، وضم اثنان مناهضان للفيدرالية (كلاهما من ولاية فرجينيا). ضم مجلس النواب 48 فيدراليًا و11 مناهضًا للفدرالية (من أربع ولايات: ماساتشوستس، ونيويورك، وساوث كارولينا، وفيرجينيا). عقد مجلسا النواب والشيوخ في 6 أبريل اجتماعًا مشتركًا لفرز الأصوات الانتخابية. انتُخِب جورج واشنطن بالإجماع كأول رئيس، حتى أنه حصل على التصويت الانتخابي من باتريك هنري المناهض للفيدرالية. انتُخِب جون آدمز من ماساتشوستس نائبًا للرئيس. أدى كلاهما اليمين الدستورية في 30 أبريل عام 1789، واكتملت بذلك أعمال تشكيل الحكومة الجديدة.
خمدت مخاوف المناهضين للفيدرالية من اضطهاد الكونغرس الشخصي من خلال اثني عشر تعديلًا مُرِّروا تحت قيادة الزعيم جيمس ماديسون خلال الجلسة الأولى للكونغرس. عُرِفت عشرة تعديلات صدّق عليها العدد المطلوب من الهيئات التشريعية للولايات باسم وثيقة الحقوق. وُفِّق بين الاعتراضات على قضاء اتحادي بعيد مع 13 محكمة فيدرالية (11 ولاية، بالإضافة إلى ماين وكنتاكي)، وثلاث دوائر فدرالية خارج المحكمة العليا: الشرقية والوسطى والجنوبية. جاء الرد على الاشتباه في وجود مسؤول تنفيذي فيدرالي قوي من خلال التعيينات الوزارية لواشنطن لمناهضي الفيدرالية إدموند جينينغز راندولف في منصب المدعي العام وتوماس جيفرسون وزيرًا للخارجية. بدأ ما أطلقت عليه المؤرخة الدستورية بولين ماير «حوارًا وطنيًا بين السلطة والحرية» من جديد.

## تاريخ الوثيقة المادية
لم يُبد اهتمام كبير بماهية البرشمان في البداية، وكان في عهدة ماديسون عندما كان وزيرًا للخارجية (1801-1809) لكنه غادر واشنطن، وفقد أثره في السنوات التي سبقت وفاته. تمكن أحد الناشرين من الوصول إليه في عام 1846 من أجل كتابة كتاب عن الدستور. وجد المؤرخ جيه. فرانكلين جيمسون البرشمان مطويًا في عام 1883 في صندوق صغير من الصفيح في أرضية خزانة بمبنى الدولة والحرب والبحرية. وضعت وزارة الخارجية الإعلان والدستور بين لوحين زجاجيين واحتفظت بهما في مكان آمن في عام 1894.
نُقِل البرشمانين إلى مكتبة الكونغرس بأمر تنفيذي، وخصص الرئيس كالفين كوليدج ضريحًا من البرونز والرخام للعرض العام للدستور في المبنى الرئيسي في عام 1924. وُضِع البرشمانين فوق ورق السليلوز الممتص للرطوبة، وأُحكِم الإغلاق عليهما بين ألواح مزدوجة من الزجاج المعزول، ووُضِعت لهما حماية من الضوء بواسطة طبقة من الجيلاتين. نُقِل البرشمانين من مكتبة الكونغرس في ديسمبر عام 1941 وبقيا هناك حتى سبتمبر عام 1944، وذلك على الرغم من الانتهاء من تشييد مبنى المحفوظات في عام 1935، وخُزِّنا في مبنى خزانة سبائك الإيداع الأمريكية في قلعة فورت نوكس بولاية كنتاكي، إلى جانب إعلان الاستقلال وخطاب جيتيسبيرغ. أُعيد تغليف البرشمانين بواسطة مرشحات ضوئية خاصة وغاز الهليوم الخامل ورطوبة مناسبة؛ وذلك في عام 1951 بعد دراسة أجراها المكتب الوطني للمعايير والتقنية للحماية من الغلاف الجوي والحشرات والعفن والضوء. نُقلا إلى إدارة الأرشيف والوثائق الوطنية في عام 1952.
عُرضت «مواثيق الحرية» في القاعة المستديرة لمبنى الأرشيف الوطني منذ عام 1952. عُزِّزت عمليات الفحص البصري عن طريق التصوير الإلكتروني. أدت التغييرات في الصندوقين إلى إزالتهما في يوليو عام 2001، وحماية الحراس للبرشمانين، وتثبيتهما في أغلفة جديدة للعرض العام في سبتمبر عام 2003.